# Fusió d'estrelles de neutrons

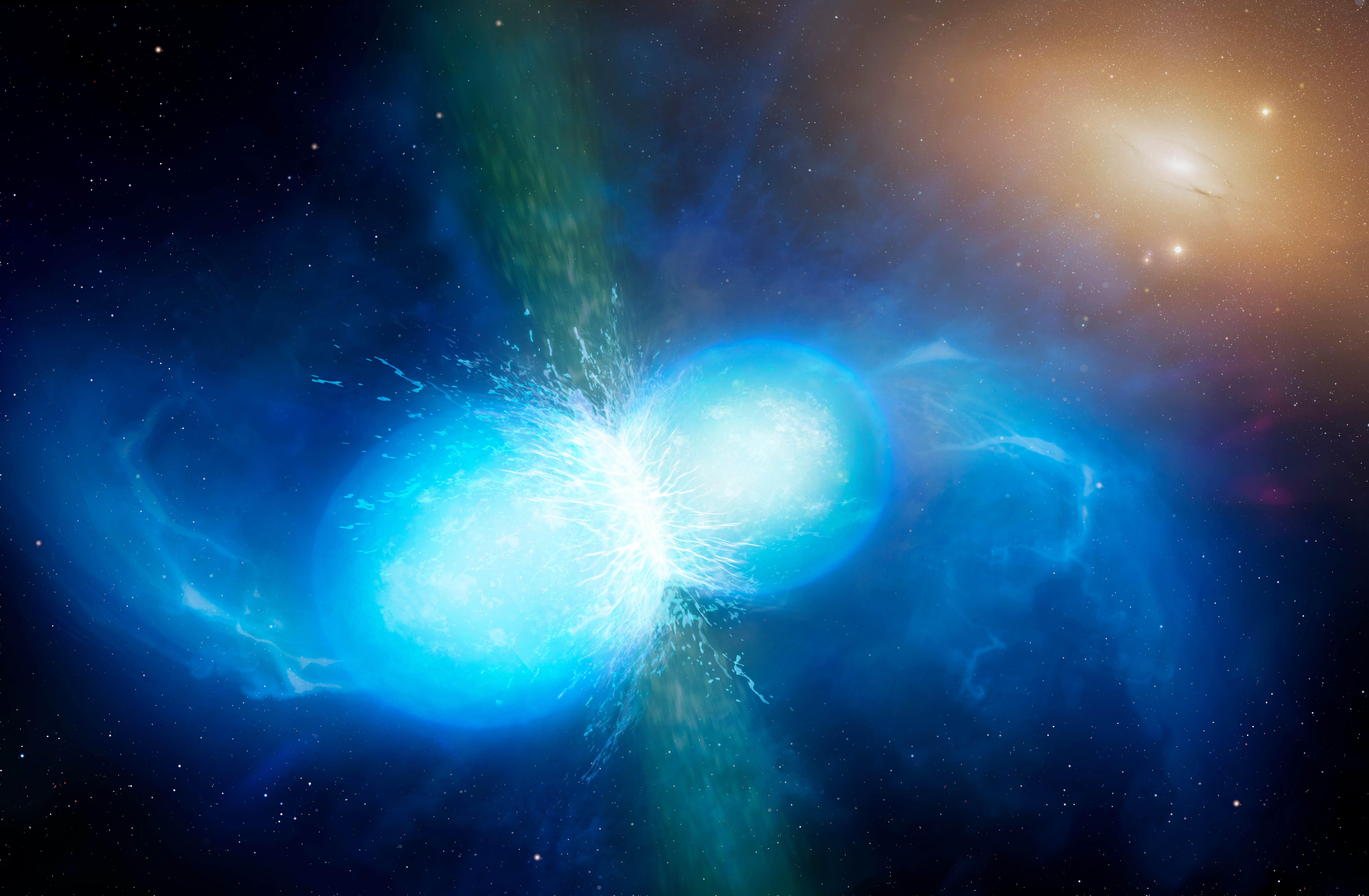
Impressió artística d'estrelles de neutrons fusionant-se, produint ones gravitatòries i donant lloc a una quilonova

Una fusió d'estrelles de neutrons és la col·lisió estel·lar d'estrelles de neutrons. Quan dues estrelles de neutrons cauen en òrbita mútua, s'espira gradualment cap a l'interior a causa de la pèrdua d'energia emesa com a radiació gravitatòria. Quan finalment es troben, la seva fusió condueix a la formació d'una estrella de neutrons més massiva o, si la massa de la resta supera el límit de Tolman-Oppenheimer-Volkoff, un forat negre. La fusió pot crear un camp magnètic que és bilions de vegades més fort que el de la Terra en qüestió d'un o dos mil·lisegons. L'esdeveniment immediat crea un breu esclat de raigs gamma visible durant centenars de milions, o fins i tot milers de milions d'anys llum.
La fusió d'estrelles de neutrons crea momentàniament un entorn de flux de neutrons tan extrem que es pot produir el procés r. Aquesta reacció explica la nucleosíntesi d'aproximadament la meitat dels isòtops en elements més pesats que el ferro.
Les fusions també produeixen kilonovae, que són fonts transitòries de radiació electromagnètica d'ona llarga isòtropa a causa de la desintegració radioactiva dels nuclis pesats de procés r que es produeixen i expulsen durant el procés de fusió. Kilonovae s'havia discutit com un possible lloc de procés r des que es va proposar la reacció per primera vegada el 1999, però el mecanisme es va acceptar àmpliament després que es va observar l'esdeveniment multimissatger GW170817 el 2017.

## Fusions observades
El 17 d'agost de 2017, els interferòmetres LIGO i Virgo van observar GW170817, una ona gravitatòria associada a la fusió d'un sistema d'estrelles de neutrons binàries (BNS) a NGC 4993, una galàxia el·líptica de la constel·lació d'Hydra a uns 140 milions d'anys llum de distància. GW170817 es va produir conjuntament amb una ràfega de raigs gamma curta (aproximadament 2 segons de durada), GRB 170817A, detectada per primera vegada 1,7 segons després del senyal de fusió GW, i un esdeveniment d'observació de llum visible observat per primera vegada 11 hores després, SSS17a.
La coaparició de GW170817 amb GRB 170817A tant a l'espai com al temps implica fortament que les fusions d'estrelles de neutrons creen esclats de raigs gamma curts. La detecció posterior de l'esdeveniment Swope Supernova Survey 2017a (SSS17a) a la zona on es coneixia que es van produir GW170817 i GRB 170817A, i que té les característiques esperades d'una quilonova, implica fortament que les fusions d'estrelles de neutrons també són responsables de la fusió de quilonova.
El febrer de 2018, la instal·lació transitòria de Zwicky va començar a fer un seguiment dels esdeveniments d'estrelles de neutrons mitjançant l'observació d'ones gravitacionals, com ho demostren les "mostres sistemàtiques d'esdeveniments d'interrupció de les marees". Més tard aquell any, els astrònoms van informar que GRB 150101B, un esdeveniment d'explosió de raigs gamma detectat el 2015, podria estar relacionat directament amb GW170817 i associat amb la fusió de dues estrelles de neutrons. Les similituds entre els dos esdeveniments, en termes d'emissions de raigs gamma, òptics i de raigs X, així com amb la naturalesa de les galàxies hostes associades, són "sorprenents", cosa que suggereix que els dos esdeveniments separats poden ser el resultat de la fusió d'estrelles de neutrons, i tots dos poden ser una quilonova, que pot ser més comú a l'univers del que s'havia entès anteriorment, segons els investigadors.
També a l'octubre de 2018, els científics van presentar una nova manera d'utilitzar la informació dels esdeveniments d'ones gravitacionals (especialment els que implicaven la fusió d'estrelles de neutrons com GW170817) per determinar la constant de Hubble, que estableix la taxa d'expansió de l'univers. Els dos mètodes anteriors per trobar la constant de Hubble, un basat en desplaçaments cap al vermell i un altre basat en l'escala de distància còsmica, no estan d'acord en un 10%. Aquesta diferència, la tensió del Hubble, es podria conciliar utilitzant kilonovae com un altre tipus d'espelma estàndard.
L'abril de 2019, els observatoris d'ones gravitacionals LIGO i Virgo van anunciar la detecció de GW190425, un esdeveniment candidat que és, amb una probabilitat del 99,94%, la fusió de dues estrelles de neutrons. Malgrat les àmplies observacions de seguiment, no es va poder identificar cap contrapart electromagnètic.
El desembre de 2022, els astrònoms van informar que havien observat GRB 211211A durant 51 segons, la primera evidència d'un GRB llarg associat a la fusió d'un "objecte binari compacte", que podria incloure un BNS. Després d'això, s'ha argumentat que GRB 191019A (2019, 64s) i GRB 230307A (2023, 35s) pertanyen a aquesta classe emergent de BNS com a progenitor de GRB llarg. El raonament indirecte inclou coobservacions de kilonovae, per exemple, la detecció de tel·luri i lantànids després de l'esdeveniment de 2023.

## Efecte a la Terra
Les fusions d'estrelles de neutrons emeten una gamma inusualment diversa de radiacions que poden ser perjudicials per a la vida a la Terra, incloent l'esclat de raigs gamma breu inicial, l'emissió de la desintegració radioactiva d'elements pesants dispersos pel capoll sGRB, la pròpia resplendor sGRB, i els raigs còsmics accelerats per l'explosió. Per ordre d'arribada, les ones gravitacionals (inofensives) arriben primer, les sGRB i els fotons de llum posterior de segons a hores després, i les partícules de raigs còsmics arriben centenars o milers d'anys més tard. La zona letal del component sGRB altament direccional s'estén centenars de parsecs al llarg de la direcció del seu feix. Aquests fotons de raigs gamma d'alta energia extinrien la vida directament, a través de l'estrès tèrmic, la ruptura molecular i el dany per radiació terminal tant a les plantes com als animals.

## Distribució de metalls pesants
Les fusions d'estrelles de neutrons són rares, de manera que la majoria d'estrelles es formaran a partir de núvols de gas que tenen pocs metalls de procés r. El nostre propi sistema solar, però, es va formar a partir d'un núvol de gas enriquit amb metalls pesants. Això suggereix que els metalls més pesats que el ferro, com els metalls del grup del platí, els elements de terres rares i els elements radioactius, seran més rars a la majoria dels sistemes solars en comparació amb el nostre.